# Оскар (фільм)
Оскар (англ. Oscar) — американський комедійний фільм 1991 року.

## Сюжет
Мафіозі Анджело Проволоне на прізвисько Снепс зробив великі грощі на злочинному бізнесі, але смерть батька, який просить перед смертю, щоб синок «зав'язав» із мафією, поклала кінець прибуткам гангстера. Почавши негайно виконувати останнє бажання батька, Анджело стикається з безліччю неприємностей. Спочатку бухгалтер Ентоні просить руки його дочки Лізи. Вона у свою чергу заявляє, що любить водія Оскара і носить його дитину. На додаток до всього, з'являється його позашлюбна дочка Тереза, що доводить до сказу його дружину. Покоївка повідомляє про своє бажання звільнитись, багато співробітників вимагають підвищення зарплати. Весь цей хаос призводить до того, що покінчити з криміналом виявляється для Анджело найскладнішим завданням з тих, які йому доводилося вирішувати.

## У ролях
- Сільвестр Сталлоне — Анджело «Снепс» Проволоне
- Орнелла Муті — Софія Проволоне
- Дон Амічі — Клементе
- Чез Палмінтері — Конні
- Пітер Рігерт — Альдо
- Тім Каррі — доктор Торнтон Пул
- Вінсент Спано — Ентоні Россано
- Маріса Томей — Ліза Проволоне
- Едді Брекен — Чарлі
- Лінда Грей — Роксана
- Кертвуд Сміт — лейтенант Тумі
- Івонн Де Карло — тітка Роза
- Кен Говард — Кірквуд
- Вільям Атертон — Овертон
- Мартін Ферреро — Луїджі Фінуччі
- Гаррі Ширер Гаррі Ширер — Гвідо Фінуччі
- Сем Чю молодший — Ван Леланд
- Марк Меткалф — Мілгаус
- Річард Романус — Вендетті
- Джої Траволта — Ейс
- Маршалл Белл — репортер